# Cantón de Angers-Noroeste
El cantón de Angers-Noroeste era una división administrativa francesa, que estaba situada en el departamento de Maine y Loira y la región de Países del Loira.

## Composición
El cantón estaba formado por una comuna, más una fracción de la comuna que le daba su nombre:
- Angers (fracción)
- Avrillé

## Supresión del cantón de Angers-Noroeste
En aplicación del Decreto n.º 2014-259 de 26 de febrero de 2014, el cantón de Angers-Noroeste fue suprimido el 22 de marzo de 2015 y sus 2 comunas pasaron a formar parte; una del nuevo cantón de Angers-4 y la fracción de la comuna que le daba su nombre se unió con las demás fracciones para que, por medio de una reestructuración cantonal, fueran creados los nuevos cantones de Angers-1, Angers-2, Angers-3, Angers-4, Angers-5,  Angers-6 y Angers-7.